# Escuela secundaria para niñas Junghwa
La Escuela secundaria para niñas Junghwa (정화여자고등학교) es una escuela secundaria privada ubicada en Beomeo-dong, Suseong-gu, Daegu.

## Historia
- 25 de septiembre de 1967: Autorización del establecimiento de la Fundación Educativa Jeonghwa, una corporación escolar
- 27 de diciembre de 1971: Autorización para el establecimiento de la escuela secundaria comercial para niñas de Jeonghwa
- 1 de marzo de 1972: Se lleva a cabo la primera ceremonia de entrada
- 11 de enero de 1975: Primera ceremonia de graduación celebrada
- 8 de febrero de 2000: Traslado de la escuela a Beomeo 4-dong-ro, Suseong-gu
- 2 de marzo de 2000: Reubicación de la escuela (San 105, Beomeo-dong, Suseong-gu, Daegu)
- 1 de marzo de 2016: Lee  In-Woo inaugurado como el decimoquinto director
- 9 de febrero de 2017: 43.ª Ceremonia de Graduación (528 estudiantes en 14 clases)